# DoubleClick
DoubleClick Inc. là một công ty quảng cáo chuyên phát triển và cung cấp dịch vụ đặt quảng cáo trên Internet từ năm 1995 cho đến khi bị Google mua lại vào tháng 3 năm 2008. DoubleClick cung cấp các sản phẩm công nghệ và các dịch vụ để bán cho các công ty quảng cáo và truyền thông đại chúng, phục vụ các Tập đoàn Microsoft, General Motors, Coca-Cola, Motorola, L'Oréal, Palm, Inc., Apple Inc., Visa Inc., Nike, Inc., và Carlsberg Group. Dòng sản phẩm chính của công ty thường gọi là DART (Dynamic Advertising, Reporting và Targeting), hướng đến tăng sức mua của nhà quảng cáo và giảm tối đa hàng tồn kho cho các nhà xuất bản.
DoubleClick thành lập năm 1995 bởi Kevin O'Connor và Dwight Merriman, có các trụ sở tại thành phố New York, Hoa Kỳ. Sau này được các hãng Hellman & Friedman và JMI Equity mua lại vốn chủ sở hữu tư nhân vào tháng 7 năm 2005. Ngày 11 tháng 3 năm 2008, Google mua DoubleClick giá $3.1 tỷ. Tháng 6 năm 2018, Google công bố kế hoạch đặt tên lại thương hiệu quảng cáo, và DoubleClick được sát nhập vào Google Marketing Platform. DoubleClick Bid Manager trở thành Display và Video 360, DoubleClick Search thành Search Ads 360, và DoubleClick for Publishers (DFP) trở thành Google Ad Manager 360.